# Medios de comunicación en Alemania
La prensa alemana es la más fuerte de la Unión Europea (UE), con un volumen anual de negocios superior a los 15 000 millones de euros, tiene su bastión en Hamburgo. Allí se edita el diario Bild, el semanario Die Zeit y la revista Der Spiegel.

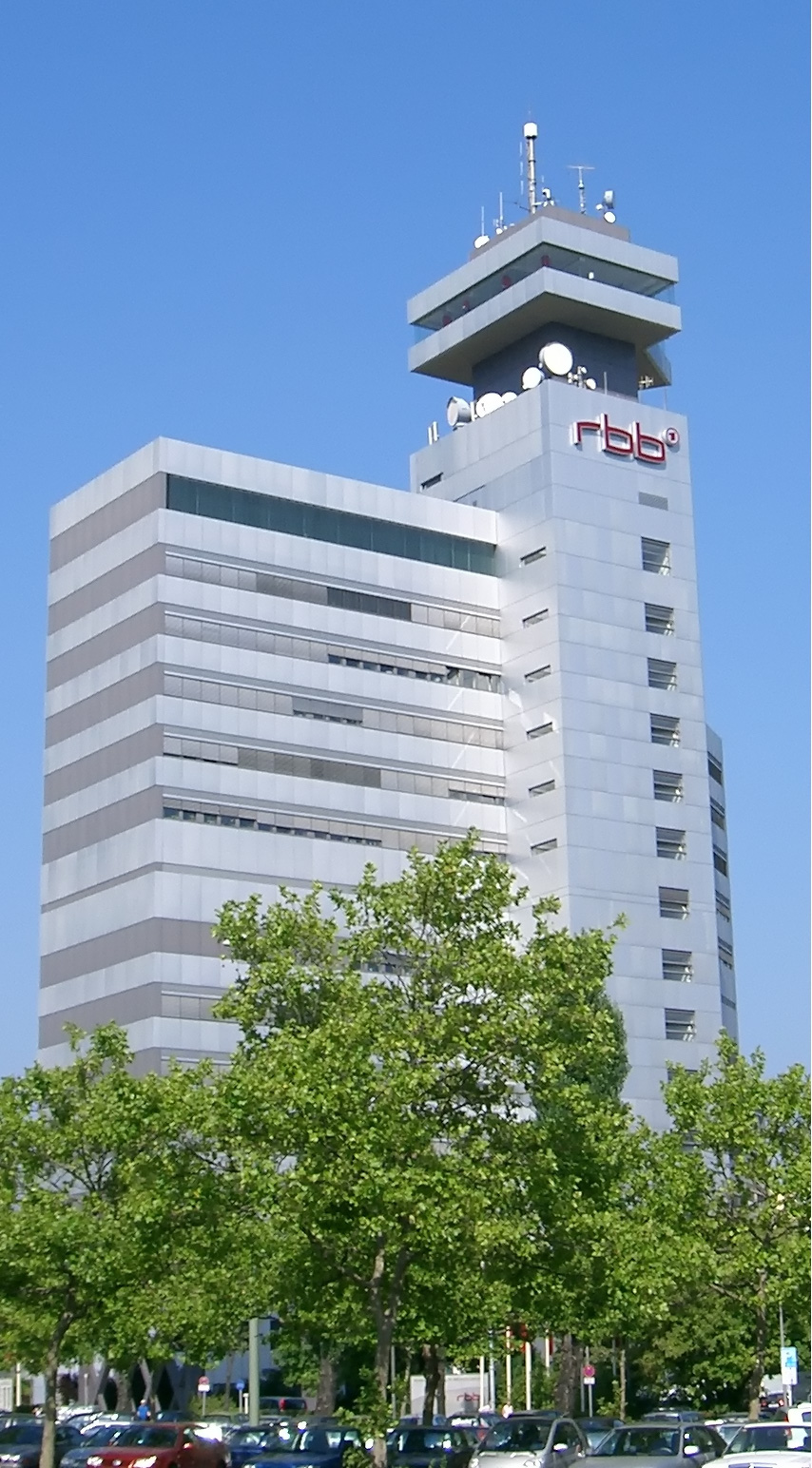
Estudios Rbb tv en Berlín.

En Alemania predomina la prensa regional y los diarios nacionales tienen una circulación relativamente baja, salvo en el caso del diario Bild.
En Alemania hay que pagar un canon por cada aparato de radio o televisión que se tenga en casa. Se debe abonar en torno a los cinco euros mensuales por una radio o 14 euros por un televisor. Si tiene ambas cosas, el precio es de 14 euros.
Tagesschau es el noticiero más antiguo de la televisión alemana, es también el más exitoso y tiene su sede en Hamburgo.

## Televisión alemana
La televisión en Alemania representa una parte cultural, social, política y económica del paisaje mediático alemán. El 95 por ciento de los hogares alemanes ahora tienen al menos un receptor de televisión. La televisión es actualmente en Alemania uno de los principales medios de comunicación.

### Historia
La evolución de la televisión alemana se puede dividir en cuatro fases.
La primera fase correspondería al surgimiento de este nuevo medio. El primer programa regular de televisión del mundo se emitió en Berlín el 22 de marzo de 1935 con motivo de los Juegos Olímpicos de Verano, a pesar de que tan solo unos mil alemanes tenían en el momento un televisor. Tras el estallido de la Segunda Guerra Mundial la televisión sirvió fundamentalmente como entretenimiento para las tropas. En 1944 fueron suspendidos todos los programas de televisión.
Una segunda fase, de 1945 a 1949, constituiría la formación de la base de la televisión alemana moderna. Con la división de Alemania tras la guerra, la historia de la televisión alemana sigue dos caminos diferentes. En 1948 las fuerzas de ocupación británicas permitieron a NWDR transmitir programas de televisión para la zona británica. Otras redes regionales también empezaron a poner en marcha la televisión en sus propias áreas.
La tercera fase comenzaría en 1950 en la República Federal con la creación de la ARD, que reagrupa los diversos canales regionales a nivel federal (nacional). A ésta le sucedieron en 1963 la del ZDF (la segunda cadena nacional) y los “terceros programas” (1960). En agosto de 1967, tanto en ARD como en ZDF el vicecanciller Willy Brandt dio comienzo a la era de la televisión en color en la Alemania Occidental. Mientras tanto, la RDA lanzó su propio servicio de televisión, Deutscher Fernsehfunk (DFF), basado en el modelo soviético. Las emisiones comenzaron en 1952 y a partir de 1960, la televisión fue utilizada para la propaganda política.
La cuarta fase comenzó en 1983-84 con la apertura al mercado de los canales privados. En ese momento se disparó el número de canales disponibles, lo que fue el inicio de una dura competencia entre la televisión pública y la privada.

### Canales
En la televisión alemana existen actualmente más de 145 canales. Los principales son los siguientes:
- La ARD (Arbeitsgemeinschaft der öffentlich-rechtlichen Rundfunkanstalten der Bundesrepublik Deutschland: Consorcio de instituciones de radiodifusión de derecho público de la República Federal de Alemania) es la primera cadena de televisión pública alemana. Fue creada en 1950 y es una fusión de nueve emisoras regionales alemanas. Actualmente, la ARD mantiene y opera la red de televisión Das Erste. Los principales canales de televisión de la ARD son Das Erste, que es nacional, y siete canales regionales operados por diferentes agencias radiodifusoras locales, “die Dritten”.

- ZDF ( Zweite Deutsche Fernsehen: segunda red alemana de televisión) es el segundo canal de televisión pública en Alemania. Fue fundada en 1963 y es una institución pública sin ánimo de lucro con sede en Maguncia (Renania-Palatinado). Ofrece siete programas de televisión, incluyendo los canales digitales adicionales: ZDFinfo, ZDFneo y ZDFkultur.

- 3sat es una cadena de televisión pública internacional germanófona y sin publicidad, de los grupos de televisión pública alemanes (ARD y ZDF), austriaco (ORF) y suizo (Schweizer Fernsehen SF). Esta cadena emite principalmente una programación de carácter cultural formada por programas de sus cuatro socios.

En Alemania, además de los organismos públicos de radio-difusión existen un gran número de canales privados, financiados en su totalidad por los ingresos de la publicidad.
- RTL Group: RTL Television es la primera cadena privada, fundada en 1984 bajo el nombre RTL+ RTL PLUS, y la más conocida junto con Sat.1. Diez años después de su creación ya contaba con un promedio de más telespectadores que su equivalente en la televisión pública, la ARD. Esta cadena es el núcleo de RTL Group, tiene su sede en Colonia y difunde principalmente series estadounidenses, concursos, y películas extranjeras por la noche.
- SAT.1 es una cadena privada alemana cuya sede está en Berlín y se transmite por cable y vía satélite. En octubre del 2000 la cadena se fusionó con ProSieben y de esta fusión nació ProSiebenSat.1 Media SE.
- ProSieben es la segunda cadena privada más vista en Alemania y pertenece al grupo ProSiebenSat.1 Media AG. Difunde principalmente programas de entretenimiento como Talk Talk Talk, reality-shows, etc. Las series emitidas por ProSieben son sobre todo producciones americanas como Mujeres Desesperadas o Anatomía de Grey.

También hay cadenas temáticas tales como los canales de música MTV, VIVA y iMusic1, de noticias e información (por ejemplo, N24), deportes (Euro Sport, Sport 1), de ficción Entretenimiento (Tele 5), canales de juegos (por ejemplo, K1010) o de tele-tienda, como HSE24.

### Mercado
Actualmente, con casi 40 millones de hogares, 365 canales de TV y un volumen total de mercado de 9.615 millones de euros. Alemania representa uno de los mercados de televisión más grandes y diversificados del mundo. El segmento de ingresos más fuerte en Alemania es la financiación pública (1.150 millones de euros), seguido de la publicidad (4.035 millones de euros). Esta posición dominante en el mercado de los canales de televisión y de los anuncios públicos financiados, explica por qué el segmento de la televisión de pago alemán está dando la talla de forma significativa en comparación con el resto de países. Los líderes totales en audiencia fueron de nuevo los dos principales canales de PBS (ARD con 12,7 % y 12,5 % con ZDF ) y los dos canales comerciales principales (RTL con 12,5 % y Sat.1 con 10,4 %). El proveedor líder de televisión de pago era: Premiere , que pasó a llamarse Sky Germany a principios de 2010. Los mayores proveedores de tele venta en Alemania son QVC y HSE24. Con 19,8 millones de hogares con televisión por cable, sigue siendo la infraestructura de televisión dominante en Alemania, seguido por satélite (15,7 millones de hogares) y terrestre (4,2 millones de hogares). En una encuesta de 2010, la mitad de los telespectadores dijeron que a menudo no encontraron nada que ver interesante en la televisión. 

### Programas
Casi todos los programas de ficción en la televisión alemana son series de televisión. Mientras que la cadena pública invierte fundamentalmente en las producciones que se emiten, las cadenas privadas/redes a menudo ponen series con licencia del extranjero, principalmente de los Estados Unidos. Alcanzando un gran apogeo en la década de 1990, los canales privados habían transmitido series de producción propia, como Anna, Oskar, y Schmidt, Der Clown (1996-2000), Alarm für Cobra 11 - Die Autobahnpolizei (Alarma para Cobra 11 - El Policía Autopista) (desde 1996), The Sentinel (1994-1996), Alpha Team - La Salvación en OP (1996-2005) o del césped de Wolff (principalmente 1992-2006) con gran éxito. Desde finales de la década de 2000, la cantidad de series originales de las emisoras privadas se han reducido notablemente. La serie de mayor audiencia es el drama de Tatort, que se transmite casi todos los domingos en la cadena pública ARD. Se ha transmitido desde 1970 y ha ofrecido varias temporadas, que no están relacionados entre sí. También está el Informationssendungen que son programas que están diseñados para informar a los telespectadores. Como son las noticias de "Die Tagesschau" (ARD) o "Heute" (ZDF). Todos los canales generalistas también ofrecen programas para niños. El más conocido desde hace 30 años, es "Die Sendung mit der Maus" ("El problema con el ratón" en ARD). Los telerealitis también están causando mucho furor en Alemania. Algunos como: "Die Insel", "Der Bachelor" o "Diät-Duell" son sólo algunos ejemplos. Pero este tipo de programas tienen muchas críticas por la falta de privacidad, exponiéndolo al público. La televisión alemana también tiene una oferta extensa de programas culturales como: "Literaturfernsehen" (canal privado regional que se ocupa de la literatura), "Kinowelt TV premium" (cadena nacional privada especializada en el cine), "ZDF Theaterkanal" (canal temático ZDF sobre el teatro). En cuanto a las cadenas privadas no están muy presentes estos programas. Sin embargo, en los canales públicos (nacionales y regionales) hay muchas revistas culturales como "Aspekte", "Lesen", "Nachtstudio." Una de las retransmisiones deportivas tradicionales en la televisión alemana que está vigente desde 1961 es ARD-Sportschau. Los grandes eventos deportivos, como los Juegos Olímpicos, el Mundial de Fútbol y los campeonatos europeos, son en su mayoría transmitidos en directo por las cadenas públicas. Transferencias completas se muestran también en varias competiciones de fútbol, deportes de invierno y eventos de ciclismo. 

## Principales emisoras de Radio Alemanas

### Deutschlandfunk (DLF)
La emisora pública Deutschlandfunk es la radio más importante de Alemania, de humor y gracia

### WDR 2
WDR 2 es la segunda emisora del grupo Westdeutscher Rundfunk (WDR) [emisora de Alemania occidental] que tiene la sede en Colonia. Especializada música de todos las épocas (desde los años 60 hasta música actual), especialmente grandes éxitos consolidados. El público objetivo de esta cadena es público adulto de más de 25 años. Adicionalmente emite noticias y entrevistas con famosos. 

### Einslive
Einslive es la primera emisora del grupo WDR. Como la anterior cadena del grupo está especializada en música, pero esta se especializa en público más joven. Orienta sus programas para hacerlos atractivos al público adolescente y organiza festivales.

### SWR
SWR es la abreviación de Südwestdeutscher Rundfunk (emisión del suroeste de Alemania). Un grupo que incluye televisión regional y emisoras de radio para Rheinland-Pfalz y BadenWürttemberg. Este grupo tiene una gran audiencia en las regiones que está presente.

### Bayrischer Rundfunk
Bayrischer Rundfunk (BR) es cadena de radio regional para Bayern. Destaca por poner música típica de Bayern.

### NDR
NDR es cadena de radio regional para el norte de Alemania. Tiene un modelo similar al resto de las emisoras. 

## Periódicos alemanes

### Süddeutsche Zeitung
El Süddeutsche Zeitung es el periódico con el mayor número de subscriptores de Alemania, su sede está en Múnich. Es famoso por sus grandes secciones de política, cultura y sus editoriales. Se define como independiente.

### Die Zeit
Es un periódico que se publica semanalmente desde 1946. Se le considera un periódico independiente y liberal y a sus lectores cultos y académicos.

### Frankfurter Allgemeine Zeitung (FAZ)
FAZ es uno de los periódicos más importantes, destaca por ser el más vendido fuera de Alemania. Tiene una gran relevancia dentro los corresponsales extranjeros. Está considerado cercano al CDU.

### Bild
Bild es el tabloide más vendido y más polémico de Alemania. Su estilo es sensacionalista y provocativo con la intención de llamar la atención de los lectores.

## Redes sociales
Las redes sociales han supuesto una integración evidente de internautas de todo el mundo, la unión de personas cuya interacción por otros medios habría resultado bastante improbable. En Alemania, Facebook es la red social dominante. Sin embargo, los usuarios de internet en este país recurren a Facebook menos que cualquier otro país de la UE-5. eMarketer estima que 38,0% de los usuarios de internet utilizarán esta red social este año. Y es que las redes sociales regionales como XING o Stayfriends siguen siendo muy populares en Alemania. 

### Xing
También se denomina plataforma de networking en línea, ya que su principal utilidad es la de gestionar contactos y establecer nuevas conexiones entre profesionales de cualquier sector. Este sistema pertenece a lo que se denomina Software social. Una de las funciones principales que tiene es la opción de visualizar la red de contactos; por ejemplo, un usuario puede ver a través de cuántos intermediarios está conectado con otros.

### LinkedIn
Esta es un sitio web orientado a negocios principalmente para red profesional. Fue fundada por Reid Hoffman, Allen Blue, Konstantin Guericke, Eric Ly y Jean-Luc Vaillant. Uno de los propósitos de este sitio es que los usuarios registrados puedan mantener una lista con información de contactos de las personas con quienes tienen algún nivel de relación, llamado Conexión. Los usuarios pueden invitar a cualquier persona (ya sea un usuario del sitio o no) para unirse a dicha conexión. Hay otra serie de redes sociales que se utilizan en menor medida. Por un lado, StayFriends lo usa un 14% de la población y Werkenntwen un 12%. 

## Revistas
Al igual que en la mayoría de países, existe una gran variedad de revistas tanto de corazón como de interés político y cultural. 
- Stern: Se trata de una revista de actualidad social que cuenta con una página web: stern.de

- Focus: Revista de actualidad política, cultural, deportiva y social. Web: Focus.de

- En el ámbito científico podemos encontrar una revista semestral de investigaciones alemanas sobre derecho, economía y sociedad, llamada Diálogo científico.

- Revistas del corazón: Estas son las revistas más conocidas de corazón en Alemania. Todas tratan temas semejantes entre ellas: cocina, consejos para el día a día, belleza, moda, actualidad de los famosos entre otros. En este grupo de revistas, destacan: Brigitte, Freundin , Für Sie, Super Illu. Como conclusión sobre este trabajo podemos conocer las diferentes fuentes de comunicación que hay en Alemania que son útiles para la gente que vive allí o para aquellos que quieran viajar al país citado anteriormente. También podemos sacar en conclusión que tanto las redes sociales como los periódicos son muy utilizados, siendo estos últimos muy leídos en su versión en línea.

## Medios alemanes en Europa del este
El monopolio de medios alemanes, (principalmente el consorcio WAZ y el Grupo Editorial Passau) posee más del 50% del mercado en países como Polonia, Hungría o la República Checa.
En la República Checa el 80% del mercado esta en manos de alemanes, suizos y fineses.
El grupo WAZ compró el Politika de Serbia, el diario más importante de la zona.
Axel Springer, lanzó recientemente en Varsovia el diario sensacionalista Fakt, que vende cerca de un millón de ejemplares diarios.